# Attaque d'Israël par l'Iran d'avril 2024
Cet article concerne l'attaque d'Israël par l'Iran. Pour la guerre subséquente, voir Conflit Iran-Israël de 2024.
Ne doit pas être confondu avec Frappes iraniennes d'octobre 2024 contre Israël.
Conflit Iran-Israël de 2024
L’attaque d'Israël par l'Iran d'avril 2024, appelée par l'Iran opération Promesse honnête (en persan : وعده صادق, va'de-ye sadeq), a lieu dans la nuit du 13 au 14 avril 2024.
Elle est présentée par l'Iran comme une réponse au bombardement de son consulat à Damas par Israël le 1er avril, qui avait causé la mort du général de brigade Mohammad Reza Zahedi. Celui-ci était un organisateur de l'attaque du Hamas contre Israël en octobre 2023.
Le 13 avril au soir, aux alentours de 23 h (heure de Paris), de nombreux drones Shahed 136, ainsi que, plus tard dans la nuit, des missiles balistiques et de croisière emportant des charges conventionnelles (soit environ 330 engins) sont tirés depuis le territoire iranien et par les Houthis du Yémen, en direction d'Israël. La quasi-totalité sont interceptés en vol par les défenses antiaériennes américaines, britanniques, françaises, israéliennes (notamment grâce au dispositif Dôme de fer) et jordaniennes.
Le lendemain matin, l'Iran déclare ne pas souhaiter poursuivre plus avant ses représailles contre Israël et affirme que sa riposte est terminée.

## Contexte
L'opération est un des événements de la crise commencée le 7 octobre 2023, lorsque le Hamas, soutenu politiquement et financièrement par l'Iran[réf. non conforme],, lance contre Israël l'opération Déluge d'Al-Aqsa, tuant près de 1 200 personnes, en majorité des civils et prenant environ 240 otages. Le lendemain, le Hezbollah, puissante milice pro-iranienne basée au Liban, engage une série de frappes aériennes contre le nord d'Israël qui entraînent l'évacuation de près de 100 000 Israéliens.
Cette attaque surprise déclenche immédiatement la guerre entre Israël et le Hamas. Israël engage une offensive terrestre ainsi que des bombardements intenses dans la bande de Gaza, contre le Hamas et attaque également le Hezbollah et les milices pro-iraniennes en Syrie[réf. non conforme],, et au Liban. Au printemps 2024, cette offensive n'est pas terminée.
Au cours du conflit, Israël vise également de nombreux Iraniens, politiques et militaires, dont certains dirigeants du Corps des gardiens de la révolution islamique. C'est dans ce contexte que Razi Mousavi, coordinateur entre l'Iran et le Hezbollah, est tué le 25 décembre 2023, dans le but de perturber les liaisons financières, politiques et matérielles entre l'Iran, pays financeur et les groupes paramilitaires solidaires du Hamas installés entre le Liban et la Syrie.
Le 1er avril 2024, Israël bombarde le consulat iranien à Damas, tuant quatorze personnes dont Mohammad Reza Zahedi, commandant de la Force Al-Qods pour la Syrie et le Liban. L'Iran menace immédiatement Israël de représailles. Lors de l'enterrement de Mohammad Reza Zahedi, le conseil de la coalition des forces de la révolution islamique révèle que celui-ci a joué un « rôle crucial » dans la préparation et la mise en œuvre de l'attaque du Hamas d'octobre 2023,.
Dans un premier temps, Téhéran envisage d'attaquer depuis la Syrie le plateau du Golan, sous contrôle israélien, mais Bachar el-Assad, le chef d’État syrien, s'y oppose. Il redoute en effet les conséquences d'une riposte israélienne alors que son régime est affaibli par douze ans de guerre civile.
Le 12 avril 2024, les services de renseignement américains font savoir que l'Iran se prépare à mettre ses menaces à exécution en bombardant le territoire israélien. Le ministre iranien des Affaires étrangères, Hossein Amir Abdollahian, affirme avoir averti les États-Unis de la contre-attaque trois jours avant qu'elle n'ait lieu, ce que les Américains contestent.

## Déroulement
Le 13 avril au soir, vers 23 h (UTC+2), les Iraniens déclenchent l'opération en envoyant plus d'une centaine de drones depuis de multiples positions, en partenariat avec plusieurs groupes pro-iraniens et alliés de Téhéran dans la région (Hezbollah libanais, milice Nujaba en Irak). Les premières vidéos de ces lancements apparaissent sur les réseaux sociaux dans la foulée. Israël met immédiatement en ordre de défense son système anti-aérien Dôme de fer. La plupart de ces engins, lents (les drones Shahed volent à 185 km/h seulement), mettent plusieurs heures à atteindre leur cible. Dans leur quasi-totalité, ils sont interceptés en vol par les défenses antiaériennes américaines, britanniques, françaises, israéliennes (notamment par sa composante Dôme de fer) et jordaniennes.

## Forces mobilisées

### Du côté iranien
Les engins mobilisés ont été lancés depuis l'Iran mais aussi depuis la Syrie, le Yémen et l'Irak, soit par l'armée régulière iranienne, soit par des groupes paramilitaires financés et soutenus par l'Iran (Houthis, par exemple).
- 185 drones dits munitions rôdeuses, notamment des Shahed 136 ;
- 110 missiles sol-sol (missiles balistiques) ;
- 36 missiles de croisière.

### Du côté d'Israël et de ses alliés

#### Israël et alliés historiques
Les engins lancés par l'Iran sont interceptés en vol par les différents systèmes anti-aériens israéliens ou des alliés d'Israël présents dans la région, notamment les forces américaines. Celles-ci comprennent une composante aérienne, les destroyers USS Arleigh Burke et l’USS Carney positionnés en Méditerranée orientale ainsi que des bases au sol et utilisent notamment des missiles antimissiles Patriot. Sont également intervenues les forces armées britanniques (éléments de la Royal Air Force depuis la base d'Akrotiri à Chypre), françaises (système antiaérien des bases françaises au Moyen-Orient, ainsi que la composante aérienne équipée de Rafales stationné sur la base aérienne d'Azraq en Jordanie),. Les Israéliens ont mobilisé leurs propres forces (Dôme de fer, Fronde de David, missiles Arrow et Patriot ainsi que leur aviation avec notamment des F-16I, F-15 et F-35I),,.
Au moins 70 drones ont été interceptés par les armées alliées au-dessus de l'Irak et de la Syrie.
Les forces américaines au Moyen-Orient (CENTCOM) affirment avoir éliminé 80 drones et six missiles balistiques dont un avec son lanceur, ainsi que sept drones détruits au sol au Yémen. Plus de 70 ont été abattus par plusieurs des douze F-15E Strike Eagle (six du  335th Fighter Squadron et six du  494th Fighter Squadron (en) basé à Azraq en Jordanie et des F-16[réf. non conforme]) alors stationnés en Jordanie et par des F-16[réf. non conforme].

#### Alliés de circonstances
La Jordanie, anciennement en guerre avec Israël jusqu'à l'accord de paix de 1994, a déclaré avoir défendu son espace aérien et avoir abattu des drones iraniens. Le journal Haaretz a rapporté que la Royal Jordanian Air Force avait abattu 20% des drones lancés depuis l'Iran,.Il y a également eu des critiques envers l'intervention de la Jordanie, la caractérisant comme ayant protégé Israël.
Une source anonyme de la Famille Royale Saoudienne a déclaré que l'Arabie Saoudite avait automatiquement intercepté "toute entité suspecte" violant son espace aérien. Selon le Wall Street Journal, des États du Golfe tels que l'Arabie Saoudite et les Émirats Arabes Unis ont partagé des renseignements, notamment des informations de suivi radar, avec les États-Unis et Israël avant l'attaque de drones iranienne,,.

## Conséquences et réactions internationales
Le 14 avril au matin, Israël affirme que l'offensive a été très largement déjouée. L'Iran affirme dans le même temps que l'opération est terminée. Le ministre iranien des Affaires étrangères, Hossein Amir Abdollahian, déclare que cette opération, de faible envergure, ne menaçait pas durablement la paix et la sécurité régionale mais n'était que la réponse proportionnée à l'intervention israélienne en Syrie du 1er avril.
Une enfant du sud d'Israël, membre d'une communauté bédouine du Néguev, a été grièvement blessée par un éclat d'un obus du barrage antimissile israélien. Le 14 avril en milieu de journée, le Magen David Adom (l'Étoile rouge de David, l’équivalent de la Croix-Rouge en Israël), déclare que 31 personnes auraient été blessées légèrement. Quelques « dommages mineurs » selon Libération ont été causés par les neuf missiles iraniens qui ont franchi les défenses antiaériennes et ont touché deux bases militaires israéliennes.
En représailles, Israël frappe cependant, le même jour, « un important site de fabrication d’armes du Hezbollah dans la région de Nabi Chit » au Liban.
L'attaque est condamnée par de nombreux acteurs internationaux (pays membres du G7, OTAN) et Israël demande le 14 avril 2024 une réunion d’urgence du Conseil de sécurité de l’ONU.
Le 15 avril, au terme d'une réunion du cabinet de guerre du gouvernement Netanyahou, Israël annonce son intention de mener une opération de riposte significative contre l'Iran. Toutefois son gouvernement déclare souhaiter ne pas faire de victimes mais s'en prendre à des infrastructures ou procéder à une cyberattaque contre les systèmes d'information et les réseaux iraniens.
Israël mène des opérations militaires en Iran, en Irak et en Syrie le 19 avril.
Dans son allocution du 23 avril, le porte-parole des brigades Al-Qassam, Abou Obeida, déclare : « Le monde a été témoin de la panique de l'entité sioniste avant, pendant et après l'opération Promesse honnête, au cours de laquelle la république islamique d'Iran a répondu à l’agression sioniste contre elle. Une réponse qui, par son ampleur, son message et sa nature, a établi de nouvelles règles […] et déjoué les pronostics de l'ennemi et de ceux qui sont derrière lui. Puis, l'entité a appelé ses alliés à des milliers de kilomètres pour la défendre désespérément. Puis, elle s'est enorgueillie de ses capacités de défense après […] avoir essayé de cacher les résultats et les effets de cette opération. Cependant, nous avons observé et sommes biens conscients de l'effet de cette réponse et de ces frappes, qui confirment que le temps est fini où l'ennemi […] attaquait sans réponse ni punition »,.
Selon Ali Nouri Zadeh, chercheur iranien et directeur du Centre d'études arabo-iraniennes basé à Londres, l'offensive n'a pas permis à l'Iran de marquer des points. Selon lui, elle a plutôt révélé la faiblesse du régime iranien, car elle n'a touché aucune cible en Israël.
L'opération Promesse honnête fait suite à la déclaration d'intention du Corps des gardiens de la révolution, force paramilitaire au service du pouvoir iranien, de mener au plus vite une contre-attaque d'envergure contre Israël